# Takashi Amano
Takashi Amano (Niigata, 18 de julho de 1954 – Niigata, 4 de agosto de 2015) foi um fotógrafo, designer e aquariofilista.
O seu interesse pela aquariofilia levou-o à fundação da empresa japonesa Aqua Design Amano (ADA).

## Biografia
Takashi Amano foi uma das pessoas mais influentes no panorama do paisagismo aquático de água doce. Deve-se à sua ação a introdução de conceitos originários dos jardins japoneses, como o Wabi-sabi e os jardins de pedra Zen no hobby.  As suas composições aquáticas geralmente envolvem arranjos intricados - tipicamente assimétricos, embora equilibrados - de várias espécies de plantas aquáticas, muitas vezes acentuados por rochas e troncos. As suas paisagens são notáveis na forma como mimetizam a natureza, e podem ser consideradas como uma forma de arte.
Amano também foi o responsável pela popularização do uso de Glossostigma elatinoides e Riccia fluitans no hobby e pela introdução dos camarões como um meio de controlar a população de algas.
A espécie de camarão japonesa conhecida por “Amano Shrimp” ou "Yamato Shrimp" (Caridina japonica) foi batizada em sua honra.
Amano é o autor de Nature Aquarium World, uma série de três livros dedicados ao paisagismo aquático, plantas aquáticas e peixes de água doce. Também publicou "Aquarium Plant Paradise".
Os seus livros são considerados como grandes referências no hobby, sobretudo no nicho dedicado aos aquários plantados.

### Morte
Amano morreu vítima de pneumonia, no dia 04 de agosto de 2015, em Niigata no Japão.